# Clathria rubra
Clathria rubra är en svampdjursart som först beskrevs av Lendenfeld 1888.  Clathria rubra ingår i släktet Clathria och familjen Microcionidae. Inga underarter finns listade i Catalogue of Life.